# Белишће
Белишће је градић у Републици Хрватској који административно припада Осјечко-барањској жупанији.

## Историја
Историја подручја града почиње оснивањем индустријског предузећа 1884. Овај крај је био богат храстовим шумама. Мађарски индустријалац Саламон Хајнрих Гутман те године је од валповачког властелинства купио на десетогодишње коришћење харкановачко-кошкански комплекс шума површине 3.796,7 јутара. Као најпогодније мјесто за градњу пилане одабрана је неплодна рудина уз десну обалу Драве Белистје (у катастарској опшини Бистринци), касније Белиште, по чему је насеље настало на том мјесту и добило име Белишће. Уз пилану, једну од најмодернијих тога доба, никле су и прве стамбене куће некадашње Гутманнове колоније. Истовремено се оснива ватрогасно друштво, потом отвара школска учионица и поштански уред (1886), подиже се зграда пучке школе — данас Центар младих (1890) и капелица на гробљу (1891) те гради електрична мрежа и водовод с канализацијом.
У години оснивања предузећа С. Х. Гутман настају и први километри шумско-индустријских пруга ширине колосијека 100 cm, које убрзо прерастају у локалну жељезницу с јавним прометом, перонима, ложионицом и ремонтном радионицом у Белишћу.
Богатство славонских шума, јефтина радна снага и одлична потражња дрвопрерађивачких производа осигурали су фирми велике профите и могућност да крајем 19. и почетком 20. века изгради фабрике за производњу танина, бачви, дрвно-дестилацијских производа и паркета.
Од кућа за становање прво је подигнута Велика кућа (данас управа Белишћа д. д.) за стамбене потребе власника предузећа и за уреде, а потом се граде једноставне куће за раднике. Године 1905. изграђена је највећа зграда старога Белишћа — Палеј, односно Палача Гутман. Потом се подижу зграда дирекције жељезнице (1906), карактеристичне стамбене куће (Пет звијезда, Зелене куће, Митровица, куће с кландером), Раднички дом, Чиновнички дом или Бијела кућа (данас биоскоп).
Радништво и први становници Белишћа били су из околних мјеста Валповштине и Михољштине, те досељеници из Лике. Окосницу стручне радне снаге чинили су Нијемци и Мађари, па и Чеси, досељени из разних дијелова Аустроугарске. Након Првог свјетског рата интензивније се досељавају Срби и руски Козаци, а послије Другог свјетског рата Хрвати из Босне, Хрватског загорја и Далмације, као и Срби из Баније и Кордуна односно слатинско-воћинског побрђа.
До 1889. године жељезница је била приватно власништво породице Гутман, а потом Славонско-подравска жељеница д. д. Белишће. Године 1945. све пруге ове жељезнице ушле су у систем државних жељезница. У другој половини 1960-их етапним обустављањем промета ове пруге се укидају. Индустријска пруга нормалног колосијека Белишће-Бизовац изграђена је и пуштена у промет 1970. године.
За вријеме Првог свјетског рата фирма стагнира јер је сва производња била подређена ратним условима. Године 1918. сједиште фирме се премјешта из Будимпеште у Белишће и она постаје деоничарско друштво с већинским пакетом акција у власништву породици Гутман. Након година развоја и повремених потешкоћа у пословању, између два рата долази до застоја у производњи и продаји роба. Фабрике су присиљене на преоријентацију (нова производња брикетиранога дрвног угља, производња кестеновога танинског екстракта и др.) и модернизацију (реторте, прерада дестилата, многи нови секундарни хемијски производи итд.). Овим захватима предузеће постаје друго по величини у дрвној индустрији Хрватске. Година 1927. остаће забиљежена као година у којој је Белишће постало и потом остало самостална општина до 1955. године.
Након конфискације предузећа (1945), тече послијератни опоравак у којем се успјешно супротставља наређеном демонтирању и пресељавању фабричких постројења у Босну и Горски котар. Гради се фабрика дрвене вуне, ремонтна радионица почиње прерастати у фабрику машина (од 1951) и производити за тржиште, подиже се погон финалне прераде дрвета. Ипак, већина производних погона у стању је техничке и технолошке застарјелости, конкурентност њихових производа у сталном је паду, а сировинска основа битно је смањена. Могућност за наставак успјешног пословања тражи се у новој производњи, новим технологијама и новим производима.
Пресудна година у даљем развоју Белишћа је 1960. година. Тада су у рад пуштене фабрике за производњу полуцелулозе, папира и амбалаже од валовитог картона, које су потом кроз своје четири фазе развоја довеле Белишће на мјесто водећег привредног субјекта овог краја, Осјечко-барањске жупаније и целулозно-папирне индустрије југоисточне Европе. Током шездесетих година престају с радом производње дрвене вуне, бачви, паркета и танина.
Након грађанског рата и осамостаљивања Хрватске, велике промјене захватиле су и Белишће. У последњој деценији, уз приватизацију друштвеног власништва, значајно расте број привредних субјеката средњег и малог предузетништва и број запослених у њима (производња хране, пића и производа од гуме и пластике, угоститељство, трговина и др.). Уз Белишће д. д. настаје други по важности привредни субјект — Тисен Круп као власник некадашње Фабрике машина у саставу Белишћа.

## Становништво
На попису становништва 2011. године, град Белишће је имао 10.825 становника, од чега у самом Белишћу 6.518.

## Попис 1991.
На попису становништва 1991. године, насељено место Белишће је имало 7.619 становника, следећег националног састава:
| Попис 1991.‍   | Попис 1991.‍  | Попис 1991.‍ | Попис 1991.‍ | Попис 1991.‍ |
| ------------- | ------------ | ----------- | ----------- | ----------- |
|               |              |             |             |             |
| Хрвати        | Хрвати       |             | 6.454       | 84,70%      |
| Срби          | Срби         |             | 416         | 5,46%       |
| Југословени   | Југословени  |             | 323         | 4,23%       |
| Мађари        | Мађари       |             | 45          | 0,59%       |
| Роми          | Роми         |             | 25          | 0,32%       |
| Румуни        | Румуни       |             | 16          | 0,21%       |
| Албанци       | Албанци      |             | 14          | 0,18%       |
| Црногорци     | Црногорци    |             | 13          | 0,17%       |
| Немци         | Немци        |             | 12          | 0,15%       |
| Словенци      | Словенци     |             | 11          | 0,14%       |
| Македонци     | Македонци    |             | 10          | 0,13%       |
| Муслимани     | Муслимани    |             | 8           | 0,10%       |
| Бугари        | Бугари       |             | 6           | 0,07%       |
| Словаци       | Словаци      |             | 6           | 0,07%       |
| Руси          | Руси         |             | 2           | 0,02%       |
| Чеси          | Чеси         |             | 1           | 0,01%       |
| неопредељени  | неопредељени |             | 176         | 2,31%       |
| регион. опр.  | регион. опр. |             | 11          | 0,14%       |
| непознато     | непознато    |             | 70          | 0,91%       |
| укупно: 7.619 |              |             |             |             |